# Edward Ord
Pour les articles homonymes, voir Ord.
Edward Otho Cresap Ord (18 octobre 1818-22 juillet 1883) est un militaire de carrière de l'U.S. Army qui s'illustra lors de la seconde guerre séminole, de la guerre américano-mexicaine, des guerres indiennes et commanda brillamment l'Army of the James lors des derniers jours de la guerre de Sécession. Il fut également le concepteur du Fort Sam Houston de San Antonio au Texas.
Il est né du mariage de James Ord et de Rebecca Ruth Cresap.  Rebecca Ruth Cresap descend de Thomas Cresap qui avait immigré en 1723 à l’âge de 15 ans, seul et sans argent, mais devint agent pour Lord Baltimore puis explorateur et aubergiste à l’Ouest dans les Appalaches.  Il fut à l’origine de ce qui fut appelé la Cresap War (ou la Conojocular War), un épisode du conflit entre le Maryland et la Pennsylvanie, en désaccord sur la délimitation de la Pennsylvanie avec le Maryland.  Il devint un riche propriétaire dont les descendants héritèrent.  Quant à l’origine de James Ord, elle est le sujet de débats entre historiens.  Des archives de James Ord lui-même et des documents provenant de ses descendants suggèrent qu’il serait le fils du Prince de Galles (le futur Roi George IV) avec Maria Smythe (Mrs Fitzherbert) qu’il avait épousée secrètement lors d’un mariage catholique. Devant le manque de preuves irréfutables, les historiens divergent dans leurs conclusions concernant le fait que des enfants soient nés de ce mariage.  Par exemple, Saul David déclare qu’il est généralement accepté qu’au moins un enfant soit né de cette union et que James Ord serait le plus probable candidat. En revanche, James Munson est sceptique sur l’existence même d’enfants de Maria Smythe.

## Avant la guerre de Sécession
Diplômé de l'académie militaire de West Point en 1839, Edward Ord participa brillamment à la seconde guerre séminole ou guerre de Floride qui opposa l'U.S. Army à des tribus indiennes. Il s'illustra également dans la guerre américano-mexicaine entre 1846 et 1848, et dans les guerres indiennes.

## Guerre de Sécession

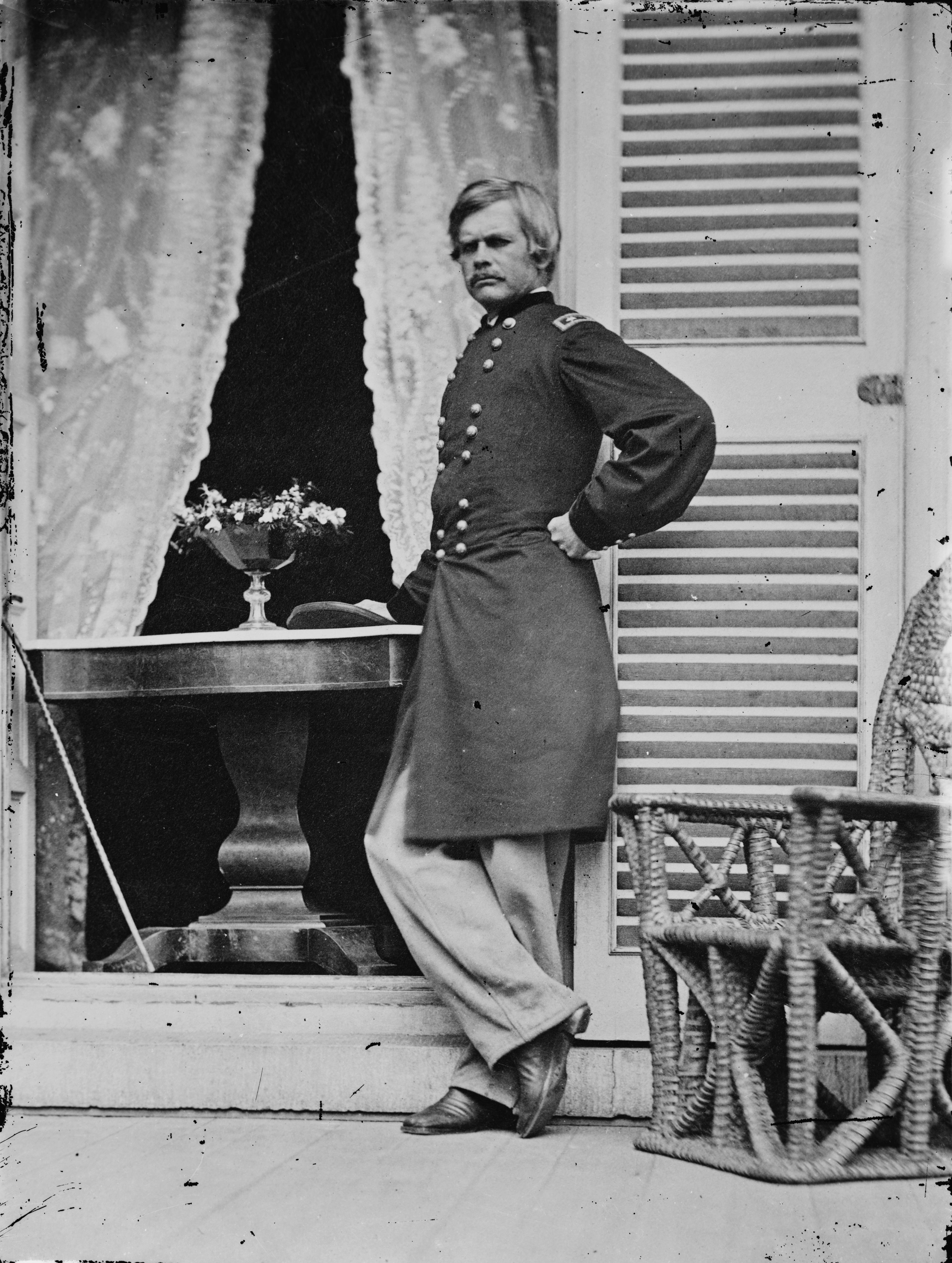
Edward Ord dans les années 1860

Dès le début de la guerre civile, il s'aligna du côté unioniste en raison de ses origines du Cumberland dans le Maryland, état resté fidèle à l'Union. Il fut l'un des grands généraux de l'Army of the James avec laquelle il s'illustra d'abord en septembre 1864, à la bataille de Chaffin's Farm durant le siège de Petersburg. Il remplaça ensuite le général Benjamin F. Butler à la tête de l'Army of the James le 8 janvier 1865 à la suite de l'échec de celui-ci à la première bataille de Fort Fisher. Sous son commandement, l'Army of the James triompha à la Chute de Petersburg, et à la Chute de Richmond, son armée fut la première à pénétrer dans la capitale. Durant la Campagne d'Appomattox, ses hommes poursuivirent ceux de Lee et contribuèrent largement à sa reddition le 9 avril 1865 à laquelle il assista.

## Après la guerre
Après la guerre de sécession, il participa à la Reconstruction du Sud.